# Gauloise
Gauloise is een Belgisch bier.
Het bier wordt gebrouwen door Brasserie du Bocq te Purnode.

## Achtergrond
Brasserie du Bocq werd in 1858 opgericht door Martin Belot. Gauloise was het eerste bier dat toen geproduceerd werd. De naam verwijst naar de vele Gallo-Romeinse overblijfselen in de streek (de Condroz).
Aanvankelijk was de naam van het bier La Gauloise, maar later werd de naam verkort tot Gauloise.

## De bieren
- Gauloise Ambrée is een amberkleurig bier van hoge gisting met een alcoholpercentage van 5,5%.
- Gauloise Blonde is een blond bier van hoge gisting met een alcoholpercentage van 6,3%.
- Gauloise Brune is een bruin bier van hoge gisting met een alcoholpercentage van 8,1%.
- Gauloise Red is een rood fruitbier van hoge gisting met een alcoholpercentage van 8,2%.
- Gauloise Triple Blonde 10 is een goudblond sterk bier van hoge gisting met een alcoholpercentage van 9,7%.

## Prijzen
- In 2008 won Gauloise Brune goud en Gauloise Ambrée brons op de Australian International Beer Awards in de categorie “Belgian and French Style Ale”.
- In 2008 won Gauloise Blonde zilver op de Australian International Beer Awards in de categorie “Strong Golden Ale”.
- In 2009 won Gauloise Blonde zilver op de Australian International Beer Awards in de categorie “Abbaye Style, Dubbel and Tripel”.
- In 2009 wonnen Gauloise Blonde en Gauloise Ambrée brons op de Australian International Beer Awards in de categorie “Others”.
- In 2009 won Gauloise Ambrée zilver op de World Beer Awards in de categorie “Pale Ale – Strong”.
- In 2009 won Gauloise Ambrée goud op de European Beer Star in de categorie “Belgian Style Ale”.[2]
- In 2009 won Gauloise Brune brons op de European Beer Star in de categorie “Belgian Style Dubbel”.
- In 2010 won Gauloise Ambrée zilver op de Australian International Beer Awards in de categorie “Saison”.
- World Beer Cup 2012 Zilveren medaille voor Gauloise Ambrée in de categorie Other Belgian-Style Ale.
- In 2012 won Gauloise Triple Blonde brons op de European Beer Star in de categorie “Belgian Strong Beer”.